# Crawford megye (Indiana)
Crawford megye az Amerikai Egyesült Államokban, azon belül Indiana államban található. Megyeszékhelye English, legnagyobb városa Marengo. Lakosainak száma 10 526 fő (2020. április 1.). Crawford megye Orange, Washington, Harrison, Meade, Perry és Dubois megyékkel határos.

## Népesség
A megye népességének változása:
| Lakosok száma | 10 715 | 10 631 | 10 647 | 10 621 | 10 483 | 10 526 |
|               | 2010   | 2011   | 2012   | 2013   | 2015   | 2020   |